# Миньчево
Миньчево (Мінчево, пол. Minczewo) — село в Польщі, у гміні Дорогичин Сім'ятицького повіту Підляського воєводства. Населення — 209 осіб (2011).

## Назва
Назва походить від імені Минько.

## Історія
Вперше згадується 1569 року.
У 1975—1998 роках село належало до Білостоцького воєводства.

## Демографія
Демографічна структура станом на 31 березня 2011 року:
|          | Загалом | Допрацездатний вік | Працездатний вік | Постпрацездатний вік |
| -------- | ------- | ------------------ | ---------------- | -------------------- |
| Чоловіки | 114     | 26                 | 73               | 15                   |
| Жінки    | 95      | 19                 | 43               | 33                   |
| Разом    | 209     | 45                 | 116              | 48                   |